# Paleoicnologia
La paleoicnologia è una disciplina che si occupa dello studio di tracce fossili. Nonostante la frequente confusione con la paleoecologia e la sedimentologia in realtà questa è una branca autonoma e molto importante per quel che riguarda la paleontologia, questa disciplina studia in particolar modo gli icnofossili e rimanenze di materia biologica. Molti di questi si possono trovare nelle zone del Trentino o del Cretacico superiore di Altamura (Puglia).  
Alcuni tipi di icnogeneri sono: 
- Paleodictyon Meneghini 1850,

- Zoophycos Massalaongo 1855,

- Paleomeandron Peruzzi, 1881,

- Taphrhelminthopsis Sacco 1888,

- Urohelminthoida Sacco 1888,

- Lorenzinia Gabelli 1900.

## Fonti
http://www.museopaleo.unimore.it/paleoicno.html